# 水原春郎
水原 春郎（みずはら はるお、1922年2月4日 - 2016年9月25日）は、日本の小児科医、俳人。

## 人物・来歴
水原秋桜子の長男として東京に生まれる。1946年慶應義塾大学医学部卒。1947年同小児科助手、1956年医学博士の学位を取得。1957年講師。川崎市立川崎病院小児科勤務、1975年聖マリアンナ医科大学教授、1984年同医科大学病院長、1986年医学部長、1987年名誉教授。1984年父の俳誌「馬酔木」主宰を継承、2011年主宰を長女・徳田千鶴子(1949- )に譲り名誉主宰。俳人協会顧問。

## 著書
- 『紫陽花雑記』梅里書房 1996
- 『蒼竜 句集』安楽城出版 1997
- 『紫陽花雑記 2』ふらんす堂 2007
- 『寿(いのちなが) 水原春郎句集』ふらんす堂 2011

### 共編・編著
- 『小児科Q&A』全3巻 松山秀介共編 金原出版 1985‐86
- 『馬酔木俳句集』編 馬酔木六十五周年記念刊行会 1986
- 水原秋桜子『釣心四季 釣り句集』編 つり人社 1989
- 『続・予防接種』平山宗宏共編 日本小児保健協会 小児保健シリーズ 1990
- 『馬酔木俳句集』編 秋桜子生誕百年・馬酔木七十周年記念刊行会 1991
- 『秋桜子歳時記』編 富士見書房 1991
- 『名句鑑賞読本 ;秋桜子俳句365日』編著 梅里書房 1992
- 『水原秋桜子の世界』編著 梅里書房 昭和俳句文学アルバム 1992
- 『小児保健指導の実際』千葉良,清水凡生共編 日本小児保健協会 小児保健シリーズ 1994
- 『小児けいれんの保健指導』前川喜平共編 日本小児保健協会 小児保健シリーズ 1995
- 『馬酔木俳句集』編 馬酔木七十五周年記念馬酔木俳句集刊行会 1996
- 『口と歯の保健指導』赤坂守人共編 日本小児保健協会 小児保健シリーズ 1996
- 『新予防接種法による予防接種』平山宗宏共編 日本小児保健協会 小児保健シリーズ 1996
- 『子育て支援の諸問題』高野陽共編 日本小児保健協会 小児保健シリーズ 1997
- 『これからの小児保健活動』高野陽共編 日本小児保健協会 小児保健シリーズ 1998
- 『馬醉木季語集 基本季語1000』編 ふらんす堂 2001
- 『馬醉木俳句集』編 馬醉木千号記念馬醉木俳句集刊行会 2007
- 『秋櫻子一句』編 角川書店 2007